# Liste von Webframeworks
Diese Auflistung enthält relevante Webframeworks und Programmbibliotheken, die bei der Erstellung von dynamischen Webseiten Verwendung finden.

## A
- Active Server Pages – ein von Microsoft entwickeltes Webframework
- Agavi – in PHP geschriebenes MVC-Framework
- ASP.NET – eine von Microsoft entwickelte Sammlung von Techniken auf Basis des .NET Frameworks
- Angular – ein in TypeScript geschriebenes, komponentenbasiertes Framework, Nachfolger von AngularJS
- AngularJS – ein in JavaScript geschriebenes MVC-Framework

## B
- Backbone.js – eine JavaScript-Bibliothek mit RESTful-JSON-Schnittstelle
- Bootstrap – ein auf CSS/SASS und JavaScript basierendes UI-Framework
- Bulma – ist ein kostenloses und Open-Source-CSS-Framework basierend auf Flexbox.

## C
- CakePHP – in PHP geschriebenes MVC-Framework
- Catalyst – in Perl geschriebenes MVC-Framework
- Apache Cocoon – XML-basiertes Publishing-Framework der Apache Foundation
- CodeIgniter – leichtgewichtiges PHP-Framework
- WoltLab Community Framework – ein Framework für Community-Applikationen auf Basis von PHP, SQL (MySQL / MariaDB) und XML

## D
- DHTMLX – eine umfangreiche, modulare und objektorientierte Widget-Bibliothek
- Django – auf Python basierendes MVC-Webframework
- Dojo Toolkit – ein umfangreiches, modulares und objektorientiertes JavaScript-Framework
- DotNetNuke – mit ASP.NET implementiertes Framework

## E
- Ember.js – ein clientseitiges und in JavaScript geschriebenes MVC-Webframework
- Express.js – Erweiterung für Node.js zum Entwickeln von Webanwendungen
- Ext JS – ein umfangreiches, modulares und objektorientiertes JavaScript-Framework
- eZ Publish / eZ Components – PHP-basierendes Web Development Framework unter der GPL

## F
- Flask – Micro-Framework – verbindet Jinja2 und Werkzeug und ist durch diverse Extensions erweiterbar.
- Foundation – CSS-Framework

## G
- Google Web Toolkit – ein Webframework von Google, das durch einen Java-nach-Javascript-Compiler die Entwicklung des Client-Codes in Java ermöglicht
- Grails – auf Groovy und der JVM basierendes Convention-over-Configuration-Framework

## J
- JSF – ein Framework basierend auf Facelets und JavaBeans; JSF ist ein Standard mit mehreren Implementierungen, u. a. von SUN und IBM
- jQuery – eine freie, umfangreiche JavaScript-Klassenbibliothek zur DOM-Manipulation und -Navigation sowie dessen Derivate jQuery UI und jQuery Mobile
- JVx – ein Ajax/HTML-User-Interface für JVx-Anwendungen

## L
- Lift – ein auf Scala basierendes Webframework für die Java-Plattform
- Laravel – ein in PHP geschriebenes MVC-Framework

## M
- Mason – in Perl geschriebenes Webframework
- Materialize – ein auf CSS und JavaScript basierendes open-source Webframework
- Mojolicious – in Perl geschriebenes Webframework ohne externe Abhängigkeiten.
- MooTools – ein objektorientiertes, modulares JavaScript-Webframework

## N
- Neos Flow – Web-Framework – entwickelt als Basis für das CMS Neos

## O
- OpenXava – auf Java basierendes Webframework

## P
- Phalcon – ein in C geschriebenes, hoch-performantes Webframework für PHP
- Prototype – JavaScript-Framework für dynamische Webapplikationen

## Q
- qooxdoo – ein clientseitiges Framework für den Bau grafischer Benutzeroberflächen für Webanwendungen mit Hilfe des Programmierkonzepts Ajax

## R
- RAP – ein auf Eclipse basierendes Webframework, erlaubt die Ausführung von Eclipse-RCP Applikationen im Web
- React – ein JavaScript-Webframework für responsive UIs
- Ruby on Rails – ein auf Ruby basierendes MVC-Webframework

## S
- Seam – ein auf Java basierendes Open-Source-Webframework, das JSF EJB und einige andere intelligent verbindet.
- Sinatra – ein auf Ruby basierendes Webframework
- Spring – ein auf J2EE basierendes Anwendungsframework, enthält ein eigenes MVC-Framework und unterstützt Struts, JSF u. a.
- Struts – ein auf Java basierendes Open-Source-Webframework
- Symfony – ein auf PHP basierendes MVC-Webframework
- SilverStripe – ein auf PHP basierendes Webframework und CMS mit starkem Fokus auf schnelle Entwicklung und Benutzerfreundlichkeit
- Svelte – eine JavaScript-Softwarebibliothek zur Gestaltung von Single-Page-Webanwendungen

## T
- Tapestry – Open-Source-Framework für die Programmiersprache Java.

## V
- Vaadin – ein Java nach JavaScript compilierendes Open-Source-Framework für die Programmiersprache Java.
- Vue.js – clientseitiges JavaScript-Webframework zum Erstellen von Single-Page-Webanwendungen nach dem MVVM-Muster

## W
- Web2py – auf Python basierendes MVC-Webframework
- WebObjects – auf Java basierte Entwicklungs- und Serverumgebung für Webanwendungen
- Wicket – ein komponentenbasiertes Java-Web-Framework
- Web Toolkit – Web Application Framework für C++

## Y
- Yii – ein auf PHP 5 basierendes MVC-Webframework
- YAML – ein populäres CSS-Framework
- YUI Library – ein freies JavaScript-Framework von Yahoo zur Erstellung von interaktiven Webanwendungen

## Z
- Zikula – PHP-basiertes Webframework unter GPL
- Zend Framework – ein auf PHP 5 basierendes MVC-Webframework
- ZK OSS – Open-Source-Framework für die Programmiersprache Java